# Берињек
Берињек (словен. Berinjek) је насељено место у општини Литија, Засавска регија, Словенија.

## Историја
До територијалне реорганизације у Словенији био је у саставу старе општине Литија. Берињек постоји као самостално насеље од 1995. године. Настао је издвајањем дела из насеља Сухадоле.

## Становништво
У попису становништва из 2011. Берињек је имао 11 становника.
| Број становника према пописима | Број становника према пописима |
| ------------------------------ | ------------------------------ |
| 2002                           | 2011                           |
| 17                             | 11                             |

Напомена: Године 1995. настала издвајањем дела из насеља Сухадоле.